# Eugene Holmes
Eugene Holmes (* 7. März 1934 in Brownsville, Tennessee; † 19. Januar 2007 in Düsseldorf) war ein US-amerikanischer Opernsänger (Bassbariton).

## Leben
Holmes arbeitete zunächst als Mathematiker, bevor er als Sänger entdeckt wurde. Er gastierte regelmäßig an bedeutenden Bühnen wie der Metropolitan Opera in New York, der Wiener Staatsoper und der Bayerischen Staatsoper. Fast 30 Jahre lang wirkte er im Ensemble der Deutschen Oper am Rhein in Düsseldorf und Duisburg, die ihm zur „künstlerischen Heimat“ wurde. Im Laufe seiner bedeutenden internationalen Karriere feierte er mit den großen Verdi- und Puccini-Partien seine größten Erfolge. 2003 wurde Holmes zum Ehrenmitglied der Rheinoper ernannt.
Eugene Holmes ist auf dem Düsseldorfer Nordfriedhof begraben.